# Pierre Joseph Henri Baudet
Pierre Joseph Henri Baudet (Zwolle, 4 de abril de 1824 — Utrecht, 16 de maio de 1878), frequentemente referido por PJH Baudet, foi professor de matemática e cosmografia na Rijks Hoogere Burgerschool de Utrecht, destacando-se pelos seus trabalhos sobre história da navegação.

## Biografia
Nasceu em Zwolle, filho de Floribert Hiacinte Frederik Baudet e de sua esposa Sophia Margaretha Kannegieter. Após ter frequenteado os estudos primários em 's-Graveland, estudou no colégio internato onde seu pai trabalhava. Aos 12 anos de idade iniciou estudos visando uma carreira como farmacêutico, mas depois optou pela carreira de professor, para a qual fez o primeiro exame em 1840. Concluído o curso, trabalhou como assistente de ensino (secondant) em Utrecht. Entre 1842 e 1845 obteve as várias habilitações e títulos para o ensino de inglês, alemão, geometria e álgebra, período em que dirigiu uma escola francesa em Alblasserdam. Em 1847 estabeleceu-se como professor particular em Utrecht. A partir de 1851 passou a trabalhar na Escola Técnica de Utrecht, da qual foi nomeado diretor em 1861. Em 1866 foi colocado como professor de matemática e cosmografia na Rijks Hoogere Burgerschool (Real Escola Cívica Superior) em Utrecht.
É autor das seguintes obras:
- Regtlijnig teekenen. Gronden der axonometrie (Utrecht 1864);
- Leven en werken van Willem Jansz. Blaeu (Utrecht 1871, com reedição aumentada em 1872; obra premiada num concurso da Sociedade de Artes e Ciências de Utrecht);
- Notice sur la part prise par Willem Jansz. Blaeu (1571-1638) dans la détermination des longitudes terrestres (Utrecht 1875);
- Notice sur les cartes en bosse du XVIe siècle (Utrecht 1875);
- Beschrijving van de Azorische eilanden en geschiedenis van hunne volksplanting, uit Belgisch oogpunt beschouwd (Descrição das ilhas dos Açores e história do seu povoamento, visto do ponto de vista belga), Antwerpen, 1879; obra premiada numa competição organizada pela Koninklijk Aardrijkskundig Genootschap van Antwerpen (Real Sociedade de Geografia de Antuérpia).